# Sci alpino ai XVII Giochi olimpici invernali - Discesa libera femminile
Tra le competizioni dello sci alpino ai XVII Giochi olimpici invernali di Lillehammer 1994 la discesa libera femminile si disputò sabato 19 febbraio sulla pista Olympiabakken di Kvitfjell; la tedesca Katja Seizinger vinse la medaglia d'oro, la statunitense Picabo Street quella d'argento e l'italiana Isolde Kostner quella di bronzo.
Detentrice uscente del titolo era la canadese Kerrin Lee-Gartner, che aveva vinto la gara dei XVI Giochi olimpici invernali di Albertville 1992 disputata sul tracciato di Méribel precedendo la statunitense Hilary Lindh (medaglia d'argento) e l'austriaca Veronika Wallinger (medaglia di bronzo); la campionessa mondiale in carica era la canadese Kate Pace, vincitrice a Morioka 1993 davanti alla norvegese Astrid Lødemel e all'austriaca Anja Haas.

## Risultati
| Pos. | Pett. | Atleta                | Nazione     | Tempo   | Distacco |
| ---- | ----- | --------------------- | ----------- | ------- | -------- |
| 1    | 3     | Katja Seizinger       | Germania    | 1:35,93 |          |
| 2    | 8     | Picabo Street         | Stati Uniti | 1:36,59 | +0,66    |
| 3    | 12    | Isolde Kostner        | Italia      | 1:36,85 | +0,92    |
| 4    | 16    | Martina Ertl          | Germania    | 1:37,10 | +1,17    |
| 5    | 2     | Kate Pace             | Canada      | 1:37,17 | +1,24    |
| 6    | 9     | Mélanie Suchet        | Francia     | 1:37,34 | +1,41    |
| 7    | 4     | Hilary Lindh          | Stati Uniti | 1:37,44 | +1,51    |
| 8    | 7     | Varvara Zelenskaja    | Russia      | 1:37,48 | +1,55    |
| 9    | 23    | Pernilla Wiberg       | Svezia      | 1:37,61 | +1,68    |
| 10   | 35    | Katja Koren           | Slovenia    | 1:37,69 | +1,76    |
| 11   | 17    | Jeanette Lunde        | Norvegia    | 1:37,80 | +1,87    |
| 12   | 1     | Miriam Vogt           | Germania    | 1:37,86 | +1,93    |
| 13   | 33    | Florence Masnada      | Francia     | 1:37,92 | +1,99    |
| 14   | 31    | Morena Gallizio       | Italia      | 1:37,94 | +2,01    |
| 14   | 6     | Veronika Wallinger    | Austria     | 1:37,94 | +2,01    |
| 16   | 32    | Alenka Dovžan         | Slovenia    | 1:38,07 | +2,14    |
| 17   | 20    | Svetlana Gladyševa    | Russia      | 1:38,10 | +2,17    |
| 18   | 25    | Katrin Gutensohn      | Germania    | 1:38,14 | +2,21    |
| 19   | 11    | Kerrin Lee-Gartner    | Canada      | 1:38,22 | +2,29    |
| 20   | 29    | Megan Gerety          | Stati Uniti | 1:38,24 | +2,31    |
| 21   | 26    | Emi Kawabata          | Giappone    | 1:38,29 | +2,36    |
| 22   | 14    | Heidi Zurbriggen      | Svizzera    | 1:38,46 | +2,53    |
| 23   | 37    | Špela Pretnar         | Slovenia    | 1:38,50 | +2,57    |
| 24   | 36    | Ol'ga Vedjaševa       | Kazakistan  | 1:38,58 | +2,65    |
| 25   | 19    | Barbara Merlin        | Italia      | 1:38,65 | +2,72    |
| 26   | 10    | Régine Cavagnoud      | Francia     | 1:38,69 | +2,76    |
| 27   | 27    | Krista Schmidinger    | Stati Uniti | 1:38,76 | +2,83    |
| 28   | 13    | Heidi Zeller-Bähler   | Svizzera    | 1:38,78 | +2,85    |
| 29   | 18    | Nathalie Bouvier      | Francia     | 1:38,85 | +2,92    |
| 30   | 30    | Michelle McKendry     | Canada      | 1:38,88 | +2,95    |
| 31   | 5     | Anja Haas             | Austria     | 1:38,98 | +3,05    |
| 32   | 34    | Lucia Medzihradská    | Slovacchia  | 1:39,22 | +3,29    |
| 33   | 28    | Vreni Schneider       | Svizzera    | 1:39,35 | +3,42    |
| 34   | 21    | Erika Hansson         | Svezia      | 1:39,40 | +3,47    |
| 35   | 39    | Natal'ja Buga         | Russia      | 1:40,93 | +5,00    |
| 36   | 43    | Mihaela Fera          | Romania     | 1:41,07 | +5,14    |
| 37   | 40    | Ol'ha Lohinova        | Ucraina     | 1:43,07 | +7,14    |
| 38   | 38    | Mira Golub            | Russia      | 1:43,21 | +7,28    |
| 39   | 44    | Szvetlana Keszthelyi  | Ungheria    | 1:43,33 | +7,40    |
| 40   | 42    | Maria Zaruc           | Romania     | 1:45,73 | +9,80    |
| 41   | 48    | Francisca Steverlynck | Argentina   | 1:46,76 | +10,83   |
| 42   | 46    | Christina Podrušna    | Ucraina     | 1:46,96 | +11,03   |
| 43   | 45    | Gabriela Quijano      | Argentina   | 1:49,26 | +13,33   |
| 44   | 47    | Jennifer Taylor       | Argentina   | 1:49,53 | +13,60   |
|      | 15    | Bibiana Perez         | Italia      | DNF     | DNF      |
|      | 22    | Renate Götschl        | Austria     | DNF     | DNF      |
|      | 24    | Ingrid Stöckl         | Austria     | DNF     | DNF      |
|      | 41    | Véronique Dugailly    | Belgio      | DNF     | DNF      |

Legenda:

DNF = prova non completata

Pos. = posizione

Pett. = pettorale
Ore: 11.00 (UTC+1)

Pista: Olympiabakken

Partenza: 890 m s.l.m.

Arrivo: 182 m s.l.m.

Lunghezza: 2 641 m

Dislivello: 708 m

Porte: 37

Tracciatore: Jan Tischhauser (FIS)